# Gjirokastër (hạt)

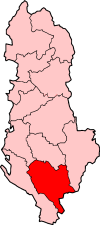
Hạt Gjirokastër.

Hạt Gjirokastër (tiếng Albania: Qarku i Gjirokastrës, tiếng Hy Lạp: Αργυρόκαστρο, tiếng Thổ Nhĩ Kỳ: Ergir Vilayeti hoặc Ergir) là một trong 12 hạt của Albania.  Hạt này gồm các huyện Gjirokastër, Përmet, và Tepelenë với tỉnh lỵ là Gjirokastër. Dân số gồm một cộng đồng thiểu số đáng kể người Hy Lạp.  Về phía đông nam, Gjirokastër giáp với hạt Ípeiros của Hy Lạp. Ở Albania, hạt này giáp các hạt sau:
- Berat: bắc
- Korçë: đông
- Vlorë: tây
- Fier: tây bắc